# George Sampson
George William Sampson (29 de junho de 1993) é um dançarino de rua, apresentador, cantor e ator britânico. Ele foi vencedor da segunda temporada de Britain's Got Talent, em 31 de maio de 2008, aos 14 anos. Ele é o embaixador oficial da United Dance Organisation.

## Carreira

### Britain's Got Talent

#### 1ª temporada
Em 2007, Dominic Chambers, uma professora de dança, disse a Sampson que havia audições em sua rua e que eram da área de especialidade dele. O mesmo descobriu que iria fazer uma audição para a primeira temporada do Britain's Got Talent quando chegou. Em sua audição, ele dançou ao som de "Drop" (Timbaland com participação de Magoo & Fatman Scoop), recebendo um voto de sim dos três juízes. No entanto, apesar do entusiasmo de Simon Cowell, ele não conseguiu convencer os outros dois juízes, Amanda Holden e Piers Morgan, para que atingisse as semifinais ao vivo. Esta experiência fez Sampson tomar a decisão de voltar a audição no ano seguinte e provar que Holden e Morgan estavam errados. No tempo intermediário, ele continuou dançando nas ruas de Manchester para melhorar sua técnica e para arrecadar dinheiro para sua família.

#### 2ª temporada
Em 2008, George Sampson obteve sucesso na primeira rodada das audições para a segunda temporada de Britain's Got Talent, dançando "Rock This Party (Everybody Dance Now)". Ele chegou ao topo com o voto da platéia em sua semifinal, com o arranjo do remix de "Singin 'in the Rain" de Mint Royale, com uma máquina de chuva artificial no palco, uma fórmula que já havia sido produzida em um anúncio de televisão para o Volkswagen Golf GTI. Ele posteriormente ganhou o voto da audiência na final, batendo Signature (segundo lugar) e Andrew Johnston (terceiro lugar). Ele começou a chorar quando sua vitória foi anunciada. George Sampson deveria realizar uma performance diferente para a final, uma faixa dos Bee Gees, que ele descreveu como envolvedor de "um monte de movimentos sem que eu realmente fizesse nada". Uma hora antes da final, ele mudou de ideia e, depois de consultar Simon Cowell, optou por reeditar seu ato vencedor das semifinal.
A versão de "Singin 'in the Rain", feita por Mint Royale, chegou ao 1º lugar no Reino Unido em vendas de downloads na semana que seguiu o desempenho de Sampson e a gravadora Syco recebeu vários pedidos para um vídeo. Em uma entrevista no dia seguinte à final, George Sampson falou do retorno à normalidade na segunda-feira após o evento.

### Depois doreality show
Em 20 de julho de 2008, Sampson foi convidado a participar do festival de música T4 on the Beach, em Weston-super-Mare, os apresentadores Steve Jones e Rick Edwards foram ensinados a dançar. Em 4 de agosto de 2008, Sampson fez sua estreia no musical de hip hop Into the Hoods, no teatro West End. Com algumas exceções, ele apareceu no show até seu término em 30 de agosto. De seu papel ele disse: "Este ano está ficando cada vez melhor — Into the Hoods é divertido e jovem e eu amo a música nele — eu não posso esperar para dançar nesse palco!"  Into the Hoods tocou no Novello Theatre, em Londres, e apresenta música de artistas populares como Gorillaz, Massive Attack, Basement Jaxx e muito mais. Sampson apareceu como um dos meninos perdidos.
Em 18 de novembro de 2008, foi anunciado que a gravadora de Cowell e a Bebo trabalhariam juntos para fazer um programa de televisão online chamado Follow My Lead, que incluiria alguns tutoriais de dança feitos por Sampson, mas também a gravação de bastidores dos eventos e ensaios. Eles trabalharam anteriormente juntos para criar um show similar para Leon Jackson. Simon Cowell inicialmente planejava lançar apenas vídeos de dança, mas queria fazer mais. Ele perguntou ao agente da Take That se ele pudesse fazer com que Sampson cantasse, mas descobriu que ele já gostava de cantar desde sua juventude. Seu primeiro single possuía o lado A e lado B intitulados, respectivamente, "Get Up on the Dance Floor" e "Headz Up", sendo lançado em 24 de novembro de 2008, com os ganhos no Great Ormond Street Hospital. Após uma falha precoce que fez com que o single não pudesse ser baixado do iTunes por dois dias, o mesmo finalmente estreou em 30º lugar no UK Singles Chart e permaneceu por 4 semanas. A posição do single nas paradas musicais baixou gradualmente durante esse período.
Em 1 de dezembro de 2008, seu DVD de dança, Access 2 All Areas, foi lançado. O DVD de uma hora contém um documentário sobre sua ascensão, quatro vídeos musicais em que Sampson canta, bem como danças, bastidores dos vídeos, tutoriais de dança e um conjunto de fotografias. Em 23 de janeiro de 2009, Sampson ajudou a promover o telefone Nokia 5800 na Regent Street, em Londres. Ele entregou o primeiro Nokia 5800 vendido e realizou uma dança ao som de "Pump Up the Volume" remixado por VV Brown, que ele coreografou para pistas de dança sensíveis ao toque.
Em 29 de janeiro, ele lançou o jogo Battle Strikers. Em 28 de maio, Sampson foi convidado para a semifinal da terceira temporada de Britain's Got Talent. Ele também foi convidado para a turnê do programa e disse que Nottingham foi sua cidade favorita em 20 de junho de 2009. Em 26 de junho de 2009, Sampson tornou-se um membro da Dance Aid, organizado pela instituição de caridade inglesa, Hope and Homes for Children. Ele dançou antes da partida de rúgbi entre Crusaders e Salford City Reds em 11 de julho. Ele também apareceu no Legoland Windsor, em 18 de julho, como parte da "Legoland Live".
Em setembro, estrelou o longa-metragem StreetDance 3D (ao lado dos grupos de dança Diversity e Flawless), no qual ele interpreta um personagem chamado Eddie, lançado em maio de 2010. Em 16 de novembro, Sampson participou do especial Whose Side Are You On? (em português: De que lado você está?), do programa Newsround, da BBC. Ele falou sobre o bullying que sofreu quando era mais jovem. Outros artistas apareceram no programa, como Joe Calzaghe, Aston Merrygold, Patsy Palmer e Gemma Hunt. Em 5 de junho de 2010, ele apareceu no Star King, um programa de televisão sul-coreano que apresenta uma variedade de artistas talentosos.

### Carreira de ator
Em 2 de fevereiro de 2011, Sampson juntou-se ao elenco da série Waterloo Road. Seu personagem, um estudante de 17 anos chamado Kyle Stack, apareceu pela primeira vez na segunda metade da sexta temporada, em fevereiro de 2011. Em 2012, ele se juntou ao elenco do Mount Pleasant, em sua segunda temporada. Ele também estrelou o filme StreetDance 2 como Eddie. O mesmo apareceu no Friday Download (1º episódio da 3ª temporada). Sampson apareceu em Peter and Wendy, como o papel principal de Peter Pan, realizado em Derby de 5 de dezembro a 6 de janeiro. Em 2013, Sampson voltou para a Waterloo Road, agora como Kyle Stack, de 19 anos, no 30º episódio. Kyle foi visto pela última vez quando o personagem Simon Lowsley o afastou do telhado do qual ele estava prestes a pular. Além disso, Sampson teve um papel menor em um episódio da 28ª temporada da série de televisão Casualty.
Ele dançou no documentário The Nation's Favorite Dance Moment, um filme de televisão que foi exibido em junho. George também estrelou uma pantomima, como Jack, em Jack and the Beanstalk. Sampson continuou sua carreira na televisão ao atuar no 5º episódio da 2ª temporada de The Dumping Ground, em 2014. Ele atuou novamente na quarta temporada de Mount Pleasant, mas depois deixou o papel. Ele se juntou ao elenco de Emmerdale em janeiro de 2016 e fez sua estreia no mês seguinte, quando interpretou o personagem Ryan.

## Trabalhos

### Singles
| Lançamento             | Título                               | Gravadora  | Posição                |
| ---------------------- | ------------------------------------ | ---------- | ---------------------- |
| 24 de novembro de 2008 | "Get Up on the Dance Floor/Headz Up" | Syco Music | 30º (UK Singles Chart) |

### Televisão
| Série              | Personagem    | Detalhes                     | Ano(s)        |
| ------------------ | ------------- | ---------------------------- | ------------- |
| Waterloo Road      | Kyle Stack    | Série regular                | 2011–12, 2013 |
| Mount Pleasant     | Gary          | Série regular                | 2012–14       |
| Friday Download    | Ele mesmo     | Apresentador                 | 2013          |
| Casualty           | Callum Bradey | Episódio 13 da 28ª temporada | 2013          |
| The Dumping Ground | Danny         | Episódio 5 da 2ª temporada   | 2014          |
| Emmerdale          | Ryan Harred   | Papel recorrente             | 2016          |

### Álbuns
| Lançamento            | Título             | Gravadora | Posição                          |
| --------------------- | ------------------ | --------- | -------------------------------- |
| 1 de dezembro de 2008 | Access 2 All Areas | SonyBMG   | 1º (BBC Radio 1 Music DVD Chart) |

### Filmografia
| Ano  | Título         | Personagem |
| ---- | -------------- | ---------- |
| 2010 | StreetDance 3D | Eddie      |
| 2012 | StreetDance 2  | Eddie      |

## Vida pessoal
Sampson sofre da doença de Scheuermann, que afeta o desenvolvimento de ossos em crianças e adolescentes e pode causar uma curvatura anormal da coluna vertebral.  "Não há como abandonar a dança. Nada me impedirá", disse ele a um jornal. No entanto, desde seu diagnóstico, Sampson disse: "Não é tão ruim assim". E afirma que seu médico disse que tem permissão para dançar. 
Em dezembro de 2015, Sampson conheceu a atriz e dançarina Lauren Grice na pantomima The Fleet.  Os dois mantém um relacionamento desde que se conheceram. Sampson mudou-se para Londres com Grice. Fã do jogo RuneScape, Sampson foi convidado pela Jagex a gravar um emote de dança para o jogo.

## Prêmios e indicações
Em 2007, Sampson ganhou, pela categoria de menos de 16 anos, o Campeonato de Dança de Rua da United Dance Organization. Após a sua vitória no Britain's Got Talent, ele voltou ao campeonato da Blackpool Winter Gardens para realizar uma performance em conjunto com o grupo de dança A2AA e receber um prêmio do presidente da UDO, Simon Dibley, por suas contribuições.
No verão de 2008 ele foi uma das 11 celebridades que receberam um emblema de honra para celebrar o 101º aniversário do Movimento de Escotismo. Em 2008, ele recebeu o prêmio Nickelodeon Kids 'Choice Awards, onde ele realizou uma dança ao som de "Singin' in the Rain".